# La Rippe
La Rippe – miejscowość i gmina (commune) w zachodniej Szwajcarii, w kantonie Vaud, w okręgu (district) Nyon. 

## Demografia
W La Rippe mieszka 1200 osób. W 2021 roku 24,9% populacji gminy stanowiły osoby urodzone poza Szwajcarią.